# Dionísio Azevedo
Dionísio Azevedo (Conceição da Aparecida, 1922. április 4. – Conceição da Aparecida, 1994. december 11.) brazil filmrendező és színész. 1949 és 1992 között volt aktív, számos filmet rendezett.